# Рего, Клаудиус
Клаудиус Рего (30 января 1870 года Лион - 29 декабря 1940 года в г. Кузон-о-Мон-д'ор) — французский врач и биолог, один из зачинателей лучевой терапии в Институте Кюри.

## Научная работа
В 1906 году Рего открыл, что одним из эффектов рентгеновского излучения является стерильность. Из этого он вывел, что его также можно применить против клеток, которые быстро растут (кроме гамет), и, таким образом, против злокачественных опухолей. Рего перешел к первым экспериментам в этой сфере. В 1912 году, в Институте Кюри, ему доверили лабораторию Пастера, вместе с миссией изучать биологическое и медицинское влияния радиоактивности. В противоположность этому, лаборатория Кюри имела дело с исследованиями в области физики и химии.
Кроме того, он начал программу борьбы с новообразованиями и проводил исследования, чтобы определить оптимальную продолжительность и дозировку лучевой терапии.